# 永井一郎
永井一郎（日语：／ Nagai Ichirō，1931年5月10日—2014年1月27日），日本男性配音員、演員、旁白。出身於大阪府池田市。青二Production最終所屬。身高159cm。A型血。
他曾經演出過許多作品，包括《海螺小姐》的磯野波平一角，被譽為日本配音界的重要人物之一。

## 生平

### 成長時期
永井一郎畢業於大阪第二師範學校（男子部）附屬國民學校（現大阪教育大學附屬池田小學）。大阪府立池田高等學校畢業（入學時是學制改革前的舊制中學校「大阪府立池田中學校」）。京都大學文學院法文系畢業。
本身很喜歡電影，中學4年級的時候，他一邊準備考試，一邊一年看了432部電影。小時候，他立志成為數學家，並在舊體制下的高中就讀理科。
有一天，他參加了一場圖學考試，兩題都做不了，這讓他很震驚，於是他原本申請了京都大學理學院，但他突然取消了申請，重新申請了京都大學文學院。
上大學後，他從學的理科轉到了文科，這給他留下了很多空閒時間，於是他在同學的邀請下加入了話劇社。
在那之前，永井一郎對戲劇並沒有特別的興趣，但在觀看了各種戲劇之後，他印象深刻，並想「哇，世界上有這麼多有趣的事情」，「戲劇很有趣！外面有這樣一個世界」，因此立志成為一名演員。之後，他嘗試找工作但遭到拒絕，畢業後，他搬到了東京，目標是成為一名演員。
永井一郎以成為新劇演員為目標，向當時的「三大劇團」中的文學座和劇團民藝應聘，但都沒有成功。由於自己已經沒有精力再參加俳優座的考試，所以他在電通工作了大約2年，期間去了演員訓練學校。演員訓練學校畢業後，他與愛川欽也和俳優座的第3期生加入了劇團三期會。

### 職業生涯
永井一郎在劇團三期會裡由於是最年長的25歳的緣故，當時在舞台是以中年人和老年人的角色較多。
1956年，永井一郎以廣播劇《少年宮本武藏》首次亮相。也因為劇團三期會在美國製作電視電影《超人歷險記》的日語配音演出，開始了配音的工作。此後，他在配音界被稱為「會演老人的傢伙」，尤其是1959年美國首播的海外電視劇《皮鞭》他飾演威許本，成為專門配老人角色的事情。在那之後，他就開始投入了配音員的工作，不再從事舞台或電影的工作，自然而然地專心致志在配音的工作上。
1962年電影《阿拉伯之夜 辛巴達的冒險》（東映動畫）的艾哈邁德一角是他動畫領域的第一次演出。然後以電視動畫《仙人部落》首次亮相，並出演《原子小金剛》。1964年以《大X超人》的花丸博士一角首次擔任常駐演出，在動畫界初期非常的活躍。其代表作是《海螺小姐》的磯野波平一角，從1969年開始，他飾演這個角色已經連續多年。
所屬過的經紀公司有劇團三期會、東京俳優生活協同組合、同人社Production、東京Artist Pro，作為創始成員他加入了青二Production。
2009年，永井獲頒第3屆聲優Awards功勞獎。2011年，獲頒東京動畫獎功勞獎。

### 死去
2014年1月27日中午12時30分左右（日本時間），永井一郎在廣島縣廣島市的一間旅館被員工發現倒臥在浴缸裡，送到醫院時已經死亡，享壽82歲（虛歲84歲）。經紀公司隨後也宣布，死因是缺血性心臟病而導致心臟衰竭。
從去世前一天到27日，永井一郎專程前往廣島市為中國放送製作的特別節目《世界想知道的日本技術 ～美與食物的大師們…廣島篇～》錄製旁白，這是他去世前的最後一份工作。此外，節目結束時還播放了追悼字幕。至於最後一次在《海螺小姐》飾演磯野波平是在同年2月9日的播出集數（1月23日錄製）中。
法號「壽聖院勳譽一叡聲導居士」，意思是「以溫暖而豐富的方式守護周圍的人，並透過聲音來拯救和引導人們」。守靈於2月2日下午6時舉行。葬禮和告別式於2月3日舉行，由浦澤直樹、加藤綠和富永美衣奈致悼詞。大約有400人參加，其中包括許多此前與他共同演出的配音員和後輩，當棺材被搬走時，永井的弟弟喊道「巴克蒙！（バカもーん！）」，這是磯野波平的口頭禪，現場演奏了霍爾斯特組曲《行星》第四首「木星」的中間部分。隨後，遺體在品川區桐谷殯儀館火化。

## 特色、人物
音域：低男中音。擅長方言方言：大阪方言。
經常扮演從壯年到老年的男性角色，被譽為「老人角色配音員」。他擅長低沉的聲音，經常扮演比主角更有存在感的配角。自動畫誕生以來，他已經演過許多動畫，其中包括《海螺小姐》的磯野波平。此外，他也活躍於外語配音、特攝影集、旁白等廣泛領域。
在富士電視台綜藝節目《職業王》的121位配音員中登上前4名。主要投票理由是「保持不變的聲音的改變角色的演功力」。
永井因為謙虛友善的性格，受到許多後輩的欽佩。根據松本梨香的說法，他在錄音現場也是一個照顧年輕人的高手，例如在被罵、情緒低落時會安撫人們的情緒。另外，在舞台上，他也是一個非常有愛心的人，經常參加後輩的劇團公演的演出，並幫忙拆除舞台佈景。
他也因熱血而聞名。而且，由於本身具有熱愛工作的性格，所以一生都保持著積極的態度。
在政治上，他是日本共產黨的支持者。
興趣：佛朗明哥吉他演奏。其他還有油畫、滑雪、撞球。
身上留有一張外祖母在明治末期拉小提琴的照片，姊妹們也會拉小提琴、鋼琴和大提琴。母親的夢想是加入寶塚歌劇團，父親的夢想是成為彫刻家。表妹泉晶子是在德國演奏法國號的音樂家和演員。有一個弟弟，一個當畫家的妹妹。

### 工作態度
1962年，演員東野英治郎在《東京新聞》發表了題為「“配音”員的危險待遇—適應別人表演的痛苦」的專欄。東野認為，演員的表演是「因為動作而自然發出聲音，因為動作而發出聲音」，錄音只是將聲音應用於外國製電視電影中其他人的動作，他主張說作為演員這是一項危險的工作。起初，永井無法反駁東野的演技理論，但他從體育學者勝部篤美的一份研究報告中得到了啟發，該報告表示，僅想像身體的運動就會引起肌肉的釋放。1981年，永井在《鋼彈世紀》投稿的「被細胞捕捉的演技」一文中提出反駁，認為舞台演員的表演和配音員的表演本質上並沒有區別（詳細參照錄音爭議 （日語））。
在準備角色時，基於「每個人都追求幸福」的理論，他的關鍵秘訣是找出是什麼讓他感覺到扮演角色的幸福。
因為每一項工作他都竭盡全力、平等，所以沒有特別執著的角色，每個角色他都喜歡。
第一次開始動畫的工作時，說自己根本不喜歡動畫，但是現在喜歡它。
本人稱喝酒是為了改善自己的舌頭。

### 待遇改善運動
他也因努力改善配音員的待遇和地位而聞名。本人表示「配音員是一項給孩子們夢想的美好工作，因此我們需要將其打造成一個讓立志成為配音員的孩子們可以毫不猶豫地進入的美好行業」。
永井出道時，在新興的配音行業，演出費用非常低，因為直播是常態，費用是「一場直播的價格」。此後，隨著錄音的開始，各種談判和合約的簽訂，以及其演出作品重播，都沒有得到任何補償，這種情況自直播時代以來沒有任何改善。雖然許多配音員因為害怕被拒絕而無法表達自己的意見，但1973年，隨著日本演員聯盟的成立，即使製片人和演員之間進行了談判，製作人的態度並沒有改善的地方，永井等8人認為這是一個大問題，因此舉行了包括示威和罷工在內的鬥爭，有200多名配音員參加。於是，製作方負責人植村伴次郎和永井之間設立了論壇進行討論，合約的許多方面，包括出場費，都比以前有了顯著的改善。於是，製作方負責人植村萬二郎和永井之間設立了論壇進行討論，合約的許多方面，包括出場費，都比以前有了顯著的改善。
自那以後，1980年代，永井擔任日本演員聯盟主席。鑑於其他國家的配音員只能靠一個角色謀生，他們力求進一步改進。制定了配音員按小時收費，作品不同用途收費等基本規則草案，並在1986年拍板定案。
1988年《ALL讀物》的「磯野波平回來年收164萬元」的標題記事被謠傳動畫演出費很便宜的事情。此外，晚年他也積極爭取配音員等演員作品的著作權。
2004年，永井與野澤雅子、内海賢二代表360名配音員提起訴訟，要求音頻製作公司在動畫以視頻或DVD形式發行時為其聲音支付版稅。
在2009年的一次採訪中，永井對一位年輕的配音員說「我認為我們目前正處於配音演員和整個行業的轉型期。你可以在無線電視、CS，甚至小型行動裝置上享受一切，而且你永遠不知道什麼會成為主流。我認為形式會發生很大變化。但無論媒介如何變化，有些事情不應該被忽視。（中略）我希望大家有信心，如果大家能夠清楚地表達自己，無論產業採取什麼形式，整個產業都能生存。我只是希望人們不要再想『我只需要一份工作並賺錢』。當問題出現時，我希望他們能做好面對問題的準備，並且妥善討論」。

## 逸事

### 海螺小姐
永井一郎自《海螺小姐》1969年開播到2014年去世為止，飾演磯野波平一角約45年。最初，他是聽說這部動畫當初只會播出半年後才投入演出，所以他在2009年回憶道沒想到會持續40年。
雖然故事背景設定在現代，但考慮到世界觀，永井將波平描述為「出生於明治時代、戰爭結束時大約53歲的人」，以及扮演這個角色的重點是「保存著明治時代美麗日本的地方」。官方設定是54歲的波平是53歲，因為「當時（戰爭結束）退休年齡是55歲，雖然有了孩子，可惜已經接近退休年齡了」。
關於波平，永井說隨著時代的變遷，失去父親已經成為一個社會問題，他開始覺得波平是一個正經的男人，這與波平初期的形像不同。另外，起初永井覺得很奇怪，波平經常對磯野鰹大喊大叫，稱他「（你這個白痴）」，但後來永井說當鰹做了一些不符合常理的事情時，波平就會生氣。永井認為應該把鰹當作社會人士來培養，這樣想之後，自己開始覺得波平是個好父親。
關於《海螺小姐》，永井說在那個既不是現在社會也不是過去社會的世界裡，他（波平）是理想的父親形象。永井認為磯野家族代表了普遍的理想家庭。關於2000年代的「理想家庭」，永井說以前自己不這麼認為，但現在彼此大家生活在一個如此可怕的世界裡，而開始思考這個問題。磯野裙帶菜不會是那種在火車上化妝的女人。他也不認為鰹會放火燒自己的母校。河豚田鱈男也不會拒絕上學。2013年，即永井去世之前一年，他說「我們只是做配音員的工作。我不知道觀眾會如何看待這個，但只要這部動畫繼續下去，我想日本還是可以的！」。
在錄音過程中，永井總是穿著西裝打著領帶來到錄音室現場，因為他和波平過著同樣的生活，並搭乘電聯車前往錄音室現場。
1999年，永井在磯野鰹的（第2代）配音員高橋和枝的葬禮上，朗誦祭文。事實上，高橋比永井大2歲，波平在悼詞中用類似於對鰹的語氣說「鰹。有沒有比父母先去世的人？」「鰹，櫻花開了。一起去散步如何？」。原本永井試圖冷靜地發表悼詞，但他激動不已，淚流滿面。
在2009年11月15日播出的《真人版 海螺小姐》中，他客串飾演駕訓班的一位老紳士。
永井晚年的時候，有時有人會說他除了頭髮以外，與波平很相似，儘管本人否認了這一點，但當被問到這些年來自己是否變得和波平相似時，他回答說「也許吧」。

### 機動戰士鋼彈
永井在《機動戰士鋼彈》除了擔任旁白外還有德金、德連等有名的角色以外，還有擔任白色基地的難民等等，數十個小角色的聲音（主要都為老人），以及第13話擔任「難民營的老婆婆」的聲音。導演富野由悠季後來向永井坦言，「我很抱歉把他當作雜工」。還有鋼彈的鼎盛時期，永井在廣播節目《動畫NOW！》裡擔任鋼普拉的廣告旁白，並演唱歌曲。歌詞是等內容。
ANIMAX播出的《機動戰士鋼彈30週年紀念 大家的鋼彈 完整版》裡，永井作為旁白親口講述到自己「演出最多角色」的事情。
關於最後一集的最後旁白，永井故意冷淡地閉上了眼睛。他說原因是「你們這些愚蠢的人們，在二戰剛結束後，在密蘇里號的甲板上簽字時，就憧憬著美好的未來，但你們卻又創造了一個這樣的世界……，我覺得即使出現了新人類，新人類只會受苦，你們也得做好自己的本分，否則就會有麻煩！」，導演富野確認這是正確的做法。

### 其它演出作品
職業生涯早期，永井曾在海外電視劇《皮鞭》飾演老廚師威許本。在第1集他演的是配角，角色名字是「馬夫1」，但是「馬夫1」在下一集、下下一集也有出現，逐漸成為半主角，永井也發揮了積極作用。該電視劇也成為熱門節目，收視率高達43.4%，大獲成功，因此1962年，飾演威許本的保羅·布里尼加來到日本時，與永井見了面。這次亮相後，他決定作為配音員維生。永井後來回憶道「如果不是因為這個，波平和佐渡酒酒造就不會發生在我身上，所以我很幸運」。
高橋留美子作品的配音常客之一。在《福星小子》、《亂馬½》、《犬夜叉》、《高橋留美子劇場》、《1磅的福音》等均有演出。
電影導演大島渚是永井大學時的朋友，永井在他早期的電影中擔任演員。
在製作電影《星際大戰》日語配音版期間，當永井被提名為尤達配音時，導演喬治·盧卡斯問他是否會說英語。

### 慢性疾病與「酒」
永井一郎在35歲時患有巴塞杜氏病，50多歲又患有糖尿病，餘生被迫「與疾病共存」。
1994年，永井被診斷出患有食道癌，接受內視鏡手術後，他原因不明無法發出聲音。大約兩週後，永井被一位資淺同事邀請一起喝酒，兩人不約而同地聊了起來。當聲音再次變得難以發出時，他嘗試喝酒，聲音又發出來了。當永井試圖向醫生解釋此事時，卻被拒絕了，但從那時起，他開始喝酒「以讓別人聽到他的聲音」。而且，直到45歲左右，他根本不喝酒。
2000年，永井因直腸癌住院，手術時，醫生叫他戒酒，但永井為了嗓子決定喝酒，所以他嘗試尋找適合自己的飲料，但沒有成功，影響他血糖值的是「芋燒酎」。此後，他的高血糖值在2、3後才穩定下來（以永井為例），其健康狀況也有所改善，因此他成了芋燒酎的愛好者。

### 死後
位於東京都世田谷區櫻新町商店街裡的磯野波平銅像受到了粉絲們的熱烈歡迎。另外，位於大阪市中央區的大丸心齋橋店意外地成為動畫播出45週年紀念活動「大家的海螺小姐展」的追思場地。
2014年1月30日，為2014年2月16日播出的《海螺小姐》進行了錄音，但由於正在談判永井的繼任者，所以臨時使用了波平的聲音。當時飾演磯野鰹的富永美衣奈一直在哭，飾演河豚田海螺的加藤綠大聲鼓勵她說「別哭！會被抓住的!!」。另外，同年2月2日在青山殯儀館舉行的守靈會上，飾演磯野舟的麻生美代子傷心欲絕，不到10分鐘就結束了哀悼，然後離開了。
在《名偵探柯南》飾演鈴木次郎吉的加藤精三也於1月17日去世，因此第729話「鑽石、電影、大明星」（2014年2月8日播出）的結尾發出悼念加藤和永井的推文「《名偵探柯南》飾演警視廳松本管理官的加藤精三，飾演園子的祖父、鈴木次郎吉的永井一郎於今年1月去世。在此衷心為您哀悼祈福」，隨後在該節目的官方網站上限時發布。
負責每週現場解說的《情報7days News Caster》於2月1日播出了追悼特集，主持人安住紳一郎也流淚緬懷死者。該節目繼續使用永井去世前的檔案來進行單元標題調用，直至2014年3月15日。
死後公開的還有《七龍珠改》凱里（魔人普烏篇）、《七龍珠英雄》鶴仙人（邪惡龍任務 第4卷）、《機動戰士鋼彈UC（第7話「彩虹的彼端」）賽亞姆·畢斯特之外，在日本環球影城開幕的「哈利·波特的魔法世界」內遊樂設施「哈利·波特禁忌之旅」阿不思·鄧不利多的聲音使用了永井生前錄製的語音存檔。永井在《蠟筆小新》飾演的猶大師傅，自從永井死後就再也沒有出現過。

## 演出
粗體字表示主要角色。

### 電視動畫
1963年
- 仙人部落（日语：仙人部落）

1964年
- 狼少年健（日语：狼少年ケン）（1964年—1965年）
- 大X超人（花丸博士[63]）

1965年
- 超級傑特（日语：スーパージェッター）（布洛伊勒博士）

1966年
- 海賊王子（日语：海賊王子）（虎弗格[64]）
- 原子小金剛 (1963年版)（日语：鉄腕アトム (アニメ第1作)）（羅斯博士）

1967年
- 咻咻丸（阿里良、何田勘太夫、冰山三角、三太夫）

1968年
- 小茜（理事長）
- 怪怪怪的鬼太郎（第1作）（子泣爺爺、回音爺爺、鏡爺爺、政吉、閻魔大王、橋本大吉、魍魎、砂利虎刈、患貓症的丸田、妖貓、主編、為助爺爺、蛤蟆仙人釜仙人、浦島小太郎博士、毛羽毛現、野篦坊、假的六平爺爺（生禿）、地奉公）
- 人造人009（1968年）（張張湖（006）、客串多數角色）

1969年
- 女排No.1（山莊的老人）
- 海螺小姐（磯野波平、磯野海平、磯野藻屑源素太皆）
- 噴嚏大魔王（大大魔王、葛谷、阿進的父親、虎之子小學校長、馬場老師、橘團長、寵物貓、凱奇兵衛團長、金田的管家）
- 夠了阿太郎（1969年）（X五郎、福笑病院醫生、眼珠警察）

1970年
- 紅血的11（永田真）
- 老虎假面（客串多數角色）

1971年
- 怪怪怪的鬼太郎（第2作）（泥田坊、目目連、長老、村長、深谷、源造）
- 猿飛小悅（布克）
- 魯邦三世 (TV第1系列)（警視總監、哥達爾）

1972年
- 海王子（老人）
- 音部妖怪（老爺爺）
- 劣根性青蛙（町田老師）
- 惡魔人（阿爾馮尼）

1973年
- 甜心戰士（新節目預告旁白）
- 哆啦A夢（1973年）
- 米克洛伊德S（吉德隆）
- 山鼠洛基查克（兔子彼得）
- 旺莎君（戴眼鏡的）

1974年
- 宇宙戰艦大和號（佐渡酒造、德川彥左衛門）
- 金剛大魔神（惡靈將軍哈迪亞斯、超人將軍尤里凱撒）
- 複製人卡辛（市長）第14話
- 星星王子（赤兵衛）

1975年
- 一千零一夜 辛巴達的冒險（旁白）
- 法蘭德斯之犬（諾耶爾）
- 蜜峰瑪雅的冒險（菲利浦）

1976年
- 尋母三千里（白賓諾）
- 皮可里諾的冒險（虎貓）
- 保羅奇蹟大作戰（南瓜爺爺）
- 機器孩子班頓（餓鬼老爹）

1977年
- 浣熊拉斯卡爾（加布里耶爾・舒曼）
- 一發貫太君（八百松、彥十）
- 女王陛下的小安琪（傑克森）
- 超人戰隊巴拉塔克（加藤博士、青蛙）
- 無敵超人張伯特3（神北兵左衛門）
- 魯邦三世 (TV第2系列)（克羅傑恩・根哈德、佩珀警官）
- 少女夏綠蒂（梅爾維爾）

1978年
- 一球同學（住吉理事長）
- 佩琳物語（西蒙爺爺）
- 高襟走過（旁白、花村少尉）
- 100萬年地球之旅 巴達傳（漢姆艾格）
- 未來少年柯南（戴斯船長）
- 無敵鋼人戴塔恩3（皆川、加爾博士、地雷谷）

1979年
- 動畫紀行 馬可波羅的冒險（蜜莉安的養父）
- 宇宙戰艦大和號2（佐渡酒造）
- 圓桌武士物語 燃燒吧！亞瑟（赫克多）
- 機動戰士GUNDAM（旁白、迪金．索德・薩比、多倫、提安姆、赤鼻、康斯康、哥普、艾爾倫、田村、弗拉納根・布恩（第28話）、傑根（第19話）、佩爾格米諾、弗勞・鮑的爺爺）
- 銀河鐵道999（星野鐵五郎）第40話、第41話
- 鹹蛋超人（機器人101號）
- 人造人009（1979年）（奧丁、羅斯博士）
- 西頓動物記 熊之子傑基（洛基爺爺）

1980年
- 宇宙戰艦大和號III（佐渡酒造）
- 加油！元氣（田沼樹三郎）
- 摔倒騎士拉曼查的唐吉訶德（旁白）
- 湯姆索耶的冒險（多賓斯先生）
- 原子小金剛 (動畫第2作)（漢姆艾格、田鷲警官）
- 無敵機器人崔德G7（柿小路梅麻呂、旁白）

1981年
- 福星小子（錯亂坊、旁白）
- 最強機器人 戴歐傑（旁白、萬強）
- 新竹取物語 千年女王（雨森所長）
- 小麻煩千惠（小鐵）
- 家族魯賓遜漂流記 不可思議之島的芙蘿拉（威廉・莫頓）
- 新劣根性青蛙（町田老師）
- Yattodetaman（卡波里、德拉）

1982年
- 電子神童（南多會長）
- 怪博士與機器娃娃（千兵衛的爺爺）
- 臭蟲甜心（戴古勒）
- 帕塔里歐！（警察長官）

1983年
- 頂人（妖怪鼠）
- 漫畫日本史（母禮、大江匡房、藤原賴長、後白河上皇、毛利元就、聖方濟·沙勿略、井伊直弼、岩倉具視）

1984年
- GALACTIC PATROL 銀河戰士（門特）
- 尖帽子的梅摩兒（方田、鋼琴小偷）
- 世紀末救世主傳說 北斗神拳（埴生）
- 魯邦三世 PartIII（國王）

1985年
- 怪怪怪的鬼太郎（第3作）（子泣爺爺）
- 名偵探福爾摩斯（萊桑德司令官、萊桑德上校）

1986年
- 天空之城（穆羅將軍（モウロ将軍）
- 綠野仙蹤（獅子）
- 機動戰士GUNDAM ZZ（旁白（第1話））
- 三國志II 踢天翔的英雄們（劉璋）
- 褞袍超人（強鬼）
- 名犬雪麗（西薩）
- 奇蹟打擊爭奪戰（米亞博士）

1987年
- 格林名作劇場（穿長靴的貓）
- 七龍珠（鹤仙人、卡林大人）
- 聖魔大戰（巫師卡恩、昇皇王）

1988年
- 小公子西迪（哈利・羅里戴爾）
- 麵包超人（古戶圭先生）
- 鬥將！！拉麵男（陳宗明（陳老師）、旁白）
- 勇者鬥惡龍（哈根）

1989年
- 惡魔君（浮士德博士）
- 新聖魔大戰（巫師卡恩）
- 七龍珠Z（卡林大人（第一代））
- 以柔克剛（豬熊滋悟郎）

1990年
- 奇天烈大百科（教授）
- 亂馬½ 熱鬥篇（1990年—1992年，八寶齋（日语：八宝斎）、祈禱師）
- 黑色推銷員（老人）

1991年
- 少年劍道王直角（北條）
- 蓋特機器人號（橘博士、拉賽茲伯爵（男））
- 千惠奮鬥記 小麻煩千惠（小鐵）
- 大耳鼠（老爺爺）
- 太陽勇者火鳥（天野博士）

1992年
- 媽媽是小學四年生（江地先生）

1993年
- GS美神極樂大作戰（長島）

1994年
- 霸王大系龍騎士（奈吉）

1995年
- 空想科學世界 格列佛男孩（五島）
- 爆裂獵人（長老）
- 黃金勇者（才藏、賈基）

1996年
- 蒙面俠蘇洛傳（龐佐）

1997年
- 哆啦A夢(大山羨代版)（寺尾台校長）
- 名偵探柯南（津川秀治）

1998年
- EAT-MAN '98（泰特、鎮長）
- 快傑蒸汽偵探團 TV ANIMATION SERIES（格蘭米）
- 危險調查員（平賀太平）

2000年
- 向陽之樹（手塚良仙）

2001年
- 第一神拳（貓田銀八）
- 神奇寶貝（難波博士）

2002年
- 花田少年史（柳原歳三）
- 名偵探柯南（燕健三）
- 魯邦三世 EPISODE:0 最初接觸（喬治警官）

2003年
- 原子男孩 原子小金剛（波波特雷教授）
- 週刊神奇寶貝放送局（難波博士）
- 少年偵探 〜推理之絆〜（白長谷雷造）
- 高橋留美子劇場（旁白）
- TEXHNOLYZE（職員）

2004年
- 怪傑佐羅力（犬琢父）
- 琉球武士瘋雲錄（老山鼠）
- 名偵探柯南（鈴木次郎吉）
- MONSTER（萊希華因博士）

2005年
- AIR（知德法師）
- 魯邦三世 天使的策略 〜夢的碎片是殺人氣味〜（東甚五郎）

2006年
- 神奇寶貝超世代（難波博士）

2008年
- 蠟筆小新（猶大師傅）
- 祝！聖魔大戰（巫師卡恩）
- 神奇寶貝鑽石&珍珠（難波博士）
- xxxHOLiC◆繼（雷獸）

2009年
- 犬夜叉 完結編（妖靈大聖）
- 銀魂（老人（永井））
- 獸之奏者 艾琳（哈森）
- 哥爾哥13（委託人（老人））
- 七龍珠改（卡林大人）
- 第一神拳 New Challenger（貓田銀八）

2011年
- 日常（旁白）
- Hunter × Hunter（第2作）（尼特羅會長）

2012年
- 冰（吉田竹藏）
- 魯邦三世 東方見聞錄 〜另一頁〜（住持（第22代武藏坊辨慶））

2013年
- 伊克西翁傳說 DT（聖皮利亞皇帝、旁白）
- 魔王勇者（說書人）
- 宇宙浪子（拉麵店老闆）

### 電影動畫
1962年
- 一千零一夜 辛巴達的冒險（阿瑪德）

1975年
- 安徒生童話 人魚公主 （笛奴）

1977年
- 再見了宇宙戰艦大和號 愛的戰士們 （佐渡酒造、德川彥左衛門）

1978年
- 小甜甜小甜甜的暑假（山的老人）

1979年
- 魯邦三世卡里奧斯特羅之城（喬多）

1980年
- 劇場版人造人009 超銀河傳說（柯斯摩博士）

1981年
- 機動戰士GUNDAM（旁白）

1982年
- 福星小子 劇場版各作品 （錯亂坊） 
  - 福星小子 只有妳
  - 福星小子2 美夢　
  - 福星小子3 記得我的愛
  - 福星小子4 拉姆的永遠　
  - 福星小子 完結篇　
  - 福星小子 總會有我的達令
- 機動戰士GUNDAMIII 邂逅宇宙篇（旁白）
- 機動戰士GUNDAMII 哀戰士篇（旁白）
- 哆啦A夢 大雄的大魔境（柯斯博士）

1983年
- 幻魔大戰（桑比）

1984年
- 風之谷（米特）
- 鯨魚的跳躍（老人）

1985年
- 怪怪怪的鬼太郎（子泣爺爺）
- 卡姆伊之劍（安藤昌山）
- 金肉人 正義超人VS古代超人（撒旦王）

1986年
- 異形（路克昂）
- 天空之城（穆羅將軍）
- 怪怪怪的鬼太郎 妖怪大戰爭（子泣爺爺）
- 怪怪怪的鬼太郎 最強妖怪軍團!登陸日本!（子泣爺爺）
- 怪怪怪的鬼太郎 強烈衝突!!異次元妖怪的大叛亂!（子泣爺爺）
- 名偵探福爾摩斯（萊桑德司令官、萊桑德上校）

1987年
- 臭蟲甜心 百萬ROM少女舞4622（戴古勒）
- 妖獸都市（朱賽佩・麥亞特）

1988年
- 七龍珠 摩訶不可思議大冒險（鶴仙人、卡林大人）
- 鬥將！拉麵男（陳宗明（陳老師））
- 聖魔大戰 第一次聖魔大戰（巫師卡恩）
- 機動戰士SD鋼彈的逆襲 呼喚暴風雨的學員祭（迪金・索德・薩比）
- 機動戦士SD鋼彈的逆襲 SD戰國傳 暴終空城之章（將頑駄無）

1989年
- 惡魔君（浮士德博士）
- 城市獵人 愛與宿命的馬格納姆（克勞斯・史登柏格）
- 哆啦A夢 大雄的日本誕生（吉加森比）
- 五星物語（尤巴大公）

1990年
- 惡魔君 歡迎來到惡魔樂園！！（浮士德博士）

1991年
- 七龍珠Z 鳶切的最強對最強（卡林大人）

1992年
- 三國志 第一部 英雄的黎明（督郵）

1995年
- 2112年哆啦A夢的誕生（寺尾台校長）

1996年
- 哆啦美與哆啦A夢七小子的機器人學校七不思議（寺尾台校長）
- 來吃吧！（腹黑惡三）

1997年
- 哆啦A夢七小子與怪盜哆啦邦謎樣的挑戰書（寺尾台校長）

1998年
- 機動戰士GUNDAM第08MS小隊 米勒斯報告（吉登・尼克德、伊森・萊爾）
- 哆啦A夢七小子的蟲蟲大作戰（寺尾台校長）
- 漢尼拔森林（海諾西）

2000年
- 哆啦A夢七小子與火車大暴走（寺尾台校長）

2001年
- 名偵探柯南 往天國的倒數計時（如月峰水）
- 哆啦A夢 大雄與翼之勇者（鵬（貓頭鷹）博士）

2002年
- 帕爾姆的樹（夏摩西）

2003年
- ONE PIECE 死亡盡頭的冒險（畢耶拉）

2009年
- 夏日大作戰（陣內萬助）
- 好好企鵝（長老）
- 宇宙戰艦大和號 復活篇 （佐渡酒造）

2010年
- 名偵探柯南 天空的劫難船（鈴木次郎吉）

2011年
- 佛陀 -美麗的紅色沙漠-（阿私陀仙人）

### OVA
- 紅牙藍色十四行詩（梅雷克斯醫生）
- 集合進入（下河邊良平）
- 黑魔術 M-66（馬修博士）
- ADEU'S LEGEND（奈吉、加爾基爾茲）
- 1磅的福音（向田）
- 雲界的迷宮ZEGUY（平賀源內）
- 押忍！！空手道社（大師範）
- 火聖旅團 DNA Sights999.9（島岡教授）
- 基凱德01 THE ANIMATION（風天和尚）
- 機甲獵兵梅洛林克（道克人）
- 機動戰士SD鋼彈 運送老闆家西的奇蹟（索克）
- 機動戰士SD鋼彈 SD戰國傳 頑駄無五人眾的妖怪消滅（將頑駄無）
- 機動戰士SD鋼彈 夢的栗子公司「宇宙之旅」（舊薩克）
- SD 鋼彈外傳 吉翁萬歲篇（李維爾王、卡特伍德、康斯康王）
- 機動戰士GUNDAM第08MS小隊（吉登・尼克德、伊森・萊爾）
- 機動戰士GUNDAM UC（賽亞姆・維斯特）
- 恐怖報紙（淨雲法師）
- 高速傑西（路・維斯馬克）
- 銀河英雄傳說（湯瑪・馮・史東克豪森）
- 禁止的啟示錄 水晶·三角鈴（空海）
- GRANDEEK〜外傳〜 （聖劍格蘭狄克）
- 祖先大人萬萬歲！（旁白）
- 供給天使們〜決定的開始格子〜（貢）
- 機艙 鐵的龍騎兵（古代一等兵）
- 真孔雀王（慈空）
- TWD EXPRESS ROLLING TAKEOFF（哥達姆）
- 那由他（賽納爾賽勒）
- BIRTH（巴歐・盧森）
- BURN－UP（武田）
- 巴歐來訪者（霞之目博士）
- 吸血鬼獵人D（D的左手）
- 危險調查員（平賀太平）
- YAMATO2520（島）
- 亂馬½（八寶齋）
- 亂馬½SUPER（八寶齋）
- 雷利克盔甲LEGACIAM（艾爾賽夫・葛雷斯）
- 羅德斯島戰記（旁白）
- 天外魔境 自來也お朧變（雲切）

2010年
- 福星小子 障礙物游泳大會（日语：うる星やつら ザ・障害物水泳大会）（錯亂坊）
- 亂馬½ 惡夢！春眠香（日语：らんま1/2 悪夢!春眠香）（八寶齋）

### 遊戲
2014年以降的所有作品都使用生前錄製的語音存檔演出。
- BS新鬼島（到底先生）
- AZITO2（惡的作戰說明）
- 暴坊公主（萊萊）
- 宇宙戰艦大和號（旁白、佐渡酒造、德川彥左衛門）
- 宇宙戰艦大和號 遙遠之星伊斯康達爾（佐渡酒造、德川彥左衛門）
- 再見了！宇宙戰艦大和號（佐渡酒造、德川彥左衛門）
- 宇宙戰艦大和號 前往伊斯康達爾的追憶（佐渡酒造、德川彥左衛門）
- 宇宙戰艦大和號 暗黑星團帝國的逆襲（佐渡酒造）
- 宇宙戰艦大和號 二重銀河的崩壞（佐渡酒造）
- 福星小子 STAY WITH YOU（錯亂坊）
- AIR（知德法師）
- 艾克賽爾〜前往時間的狹間〜（金迪）
- SD GUNDAM G世代GENERATION-F（多倫、克拉克斯・道格奇）
- 新SD戰國傳 機動武者大戰 （旁白）
- 鬼武者（鬼的一族、旁白）
- 鬼武者2（旁白）
- 機動戰士GUNDAMVer.2.0（提安姆、布恩、旁白）
- 機動戰士GUNDAM Perfect One Year War（迪金．索德・薩比）
- 機動戰士GUNDAM 吉連的野心（麥修、吉登．尼克德、旁白）
- 機動戰士GUNDAM 邂逅宇宙（旁白）
- Kingdom Hearts Series
  - Kingdom Hearts（菲爾）
  - Kingdom HeartsII（菲爾）
  - Kingdom Hearts Birth by Sleep（憤怒林歩、菲爾）
- 猜謎之星（旁白、仙人）
- 70年代風機器人動畫 給P-X（吳石博士）
- CYBER CITY OEDO 808 獸的屬性（不破博士）
- 超級機器人大戰（多倫、布拉納根・布恩、克拉克斯・道格奇、神北兵左衛門、惡靈將軍哈迪亞斯）
- 傑克×達克斯特系列
  - 傑克×達克斯特 舊世界的遺産（賽西）
  - 傑克×達克斯特2（賽西、影子）
- 製作侏羅紀公園（約翰・漢蒙）
- 秀逗魔導士 那傢伙（精靈長老）
- 劍魂IV（尤達）
- 天外魔境II 卍MARU（戴隆）
- 天外魔境 風雲歌舞伎傳（黃金的勘兵衛）
- 天外魔境 電腦機關格鬥傳（黃金的勘兵衛）
- 同級生〜if〜（醫生、酒館服務人員）
- 龍的獵人ー英雄傳說（大盜賊蓋爾）
- 龍的獵人ー英雄傳說II（大盜賊蓋爾）
- 七龍珠Z系列（卡林大人）
  - 七龍珠Z3（卡林大人）
  - 七龍珠Z Sparking! NEO（卡林大人）
  - 七龍珠 天下第一大冒險（卡林大人）
- 七個秘館（旁白）
- 法蘭故事FX（莫哈德、旁白）
- 最後的幻想 IV（DS版）（席德・波倫迪納）
- 夢幻之星 新宇宙系列（路凱姆・尼維）
  - 夢幻之星 新宇宙（路凱姆・尼維）
  - 夢幻之星 新宇宙 伊爾米那斯的野心（路凱姆・尼維）
  - 夢幻之星波塔布爾（路凱姆・尼維）
- 喜歡鹿 圓環的故事（奧爾龍）
- 布萊 八玉的勇士傳說（旁白）
- 布萊II 闇皇帝的逆襲（旁白）
- BLOOD GEAR（旁白）
- 佛萊CD〜Xak外傳〜（艾薩克）
- 炸彈超人戰爭（黑暗炸彈）
- 炸彈超人世界（1998年、PlayStation）（巴格勒）
- 松本零士999
- 未來少年柯南 PC Engine版（戴斯船長）
- 大家的GOLF波塔布爾（敏郎）
- 以柔克剛（豬熊滋悟郎）
- 以柔克剛2（豬熊滋悟郎）
- 亂馬½ 被擒的新娘（八寶齋）
- 亂馬½ 打倒、元祖無差別格鬥流（八寶齋）
- 魯邦三世 卡里奧斯特羅之城 -重逢-（喬多）
- 羅德斯島戰記（納巴、旁白）PC Engine版
- 羅德斯島戰記II（納巴、旁白）
- 行星攻機隊小貓咪（整備技師長）

2019年
- 超級機器人大戰T（柿小路梅麻呂）
- 超級七龍珠英雄 世界任務（鶴仙人）

2021年
- 怪物彈珠（八寶齋）

### 外語配音

#### 演員
克勞德·雷恩斯
- 阿拉伯的勞倫斯（德賴登顧問）※東京電視台版[注 3]。
- 失落的世界（英语：The Lost World (1960 film)）（挑戰者教授）※富士電視台版。

大衛·湯姆林森
伊萊·沃勒克
休姆·克羅寧
法蘭克·歐茲
- 鬼使神差 （弗蘭克·萊利）※影碟版。
- 魔繭（英语：Cocoon (film)）（約瑟夫芬利）※朝日電視台版。

基南·懷恩
邁可·坎邦
彼得·羅
李察·艾登堡祿
李察·哈里斯
- 伊麗莎白（威廉·賽西爾）
- 34丁目的奇蹟（聖誕老人）
- 侏儸紀公園（約翰・漢蒙）
- 侏儸紀公園：失落的世界（約翰・漢蒙）

羅恩·克勞福德
華特·馬殊

#### 電影、電視影集
- 再生緣（奧萊·帕〈華萊士·福特（英语：Wallace Ford）〉）※朝日電視台版。
- 清秀佳人（馬修・卡斯伯特）
- 印地安納·瓊斯最後的聖戰（亨利・瓊斯博士）
- 印地安納·瓊斯魔宮傳奇（夏曼）
- ID4星際終結者（朱留斯・李文森〈朱德·赫許〉）※DVD、VHS版。
- 最棒的室友（洛基〈彼得·福克〉）
- 音樂之聲（麥克斯〈理查·海頓〉）※DVD、VHS、LD版。
- 謎中謎（巴索羅繆〈華爾特·馬索〉）※日本電視台版。
- 掃描器 (電影)（魯斯博士〈派屈克·麥古漢〉）
- 星際大戰 原創劇場公開版故事5、新3部作故事1-3（尤達）
- 史汀（J.J.〈雷·華爾斯頓〉）※日本電視台版。
- 查理與巧克力工廠 (電影)（喬治外公）
- 博物館驚魂夜（蓋斯〈米奇·魯尼〉）
- 哈利波特系列（阿不思·鄧不利多）
- 晩秋（傑克〈傑克·萊蒙〉）
- 瑪麗·波平斯（漢克斯）
- 淘氣丹尼斯（喬治・威爾遜〈華爾特·馬索〉）
- 太太是魔女（藥劑師）第186話
- 生革的鞭子（威許本）
- 超時空博士（狄更斯）
- 超人力霸王葛雷（諾爾柏格）

#### 動畫
- 傑森一家（柯斯摩・史佩斯里）
- 星際大戰 克隆大戰（尤達）
- 丁丁歷險記（杜朋&杜彭（湯姆生&湯普森））
- 玩具總動員（彈簧狗）
- 玩具總動員2（彈簧狗）
- 玩具總動員3（彈簧狗）
- 兔寶寶的誓言舞台（愛發・山姆）
- VAMPIRE HUNTER D（左手）
- 大力士（菲爾）
- 曼菲不可思議的冒險（拿破崙）

### 電視劇
- SP連續劇『海螺小姐』（2009年11月15日放送。汽車駕駛學校的所長）

### 舞台
- 賢者的禮物（劇團京 客演）
- 夢的檢查官（原作：筒井康隆）

### 特攝影集
- 機器人刑警（泰納加人的聲音）
- 紅眼鏡（撞球場的中年男子）演員演出
- Akumaizer3（諾佩勒的聲音）
- 加油！機器人根（機器人瓦爾的聲音、機器人布的聲音、機器人賓的聲音）
- 假面騎士系列
  - 桃太郎的暑假（夏傅師傅的聲音）
  - 假面騎士G（旁白）
- 超級戰隊系列
  - 秘密戰隊五連者（野球假面的聲音）
  - JAKQ電擊隊（惡魔打擊者的聲音）
  - 獸拳戰隊激氣連者（夏傅師傅的聲音）
  - 電影版 獸拳戰隊蓋基倫傑 奈奈！喝喝！香港大決戰（夏傅師傅的聲音）
  - 獸拳戰隊蓋基倫傑特別版DVD 久久！拳聖大運動會（夏傅師傅的聲音）
  - 獸拳戰隊蓋基倫傑VS冒險傑（夏傅師傅的聲音）
  - 炎神戰隊哥昂傑VS蓋基倫傑（夏傅師傅的聲音）
- 美少女假面波娃特琳（咒語博士）※演員演出
- 透明小桃莉（石的精靈東帕的聲音）

### 廣播劇
- NHK-FM 青春冒險 不可思議屋系列（『失戀餐廳』店主等等）
- NHK-FM 青春曼險『封神演義』（尤渾）
- 朝日放送等『金光教時間（日语：金光教の時間）』廣播劇（每年8月 - 10月）
- 日本放送 拉斯維加斯年末特別篇
- 廣播神奇故事 『納尼亞傳奇 獅子與魔女』（學者老師、塔姆納斯其他）
- 配音之後人生半世紀（2007年1月15日 - 1月19日到『廣播深夜班次（日语：ラジオ深夜便）』內「沒有與評論」時間播映） - 永井的一人評語、配音員事業初期的體驗談
- 廣播朱特姆內廣播劇、GRANDEEK （聖劍格蘭狄克）

### 廣播劇CD
- CD劇場 勇者鬥惡龍（I、III・加萊）
- 夏洛克·福爾摩斯探案（約翰·H·華生）
- 天外魔境系列
  - 天外魔境 風雲不可思議傳 原創原聲帶 （劇中歌「黃金的勘兵衛」）
  - CD廣播 天外魔境（1） 風雲不可思議傳 美國異聞 凱旋公開！不可思議傳顛末記（黃金的勘兵衛）
- 神奇之星〜被封印的記憶〜 連戲劇CD＆影迷書 （羅伊・勞格萊）
- 有聲雜誌錄音帶文庫 吸血鬼獵人系列（D的左手）

### 音樂CD
- 喀喀喀的鬼太郎 主題曲集
  - （子泣爺爺）

### 旁白
- NNN東京時間（日本電視台）
- 愛就只要有生命（富士電視台）
- 醒來！（讀賣電視台）
- 狼少年（TBS）
- 生活與經濟（NHK總合）
- 西遊記（富士電視台）
- NEWS STATION（朝日電視台）
- 彼特武的！這樣就好！！（朝日電視台）
- 滾動銀（NHK總合）
- 百歲萬歲！（NHK總合）
- 夢出版公司（TBS）
  - 安住紳一郎擔任播報員的料理修行的角色的旁白。
- Channel-a（tvk其他）
- 雨後決死隊的脫口秀節目（朝日系電視台） 
  - 機動戰士GUNDAM特集（鋼彈）的OP、旁白
- 沉重的只有！！電視（日本電視台）
  - 星期四播映的角色「漫無計畫 一萬步的旅程」擔任旁白。
- 情報7days 新聞主持人（TBS）
- 薩卡斯先生（TBS）
- 看見Fa！ 2008年11月號（家庭劇場）
- 2009年1月31日的播出朝日電視台開業50周年記念節目『50小時電視台』第2夜的『SmaSTATION!! Presents SMAP要努力！！』內播出的特撮電視劇作品『假面騎士G』的旁白（朝日電視台）

### 廣告
- 飛雪動奕維生素防護（CM用動畫角色・Dr,飛雪動奕）
- 公友社 TVCM（旁白）
- 佐渡輪船廣播CM（祖父）
- 十勝甘納豆本鋪
- 全國商工報紙・全國商工團体連合會（全商連）・民主商工會（民商）廣播CM（JRN的系列）
- 雪國舞茸
- 日本麥當勞
- 鬥牛犬的醬
- 本田奧德賽
- 靜岡計程車 廣播CM（靜岡放送）
- 中銀大廈 （页面存档备份，存于）「生活照顧」
- SKY PerfecTV! e2 鋼彈30周年祭（2009年7月）

### 其它
- 高峰會會議店（高峰會博士）
- 夏爾·杜特華給年輕人的音樂百科詞典（指揮夏爾·杜特華）
- 受歡迎動畫大遊行（朝日電視台）
  - 善言者與不善言者（吉祥物節目）的一人分飾2人的聲音。

## 著書
- ，蕗薹書房（1999年2月）
- ，新潮社（2002年3月）
- ，新潮文庫（日语：新潮文庫）（2009年6月）

## 繼任
永井逝世後，以下人員接替了這些角色：
| 繼任       | 角色名           | 概要作品                     | 繼任初次擔當作品                        |
| ---------- | ---------------- | ---------------------------- | --------------------------------------- |
| 茶風林     | 磯野波平         | 《海螺小姐》                 | 2014年2月16日播出集數                   |
| 茶風林     | 磯野藻屑源素太皆 | 《海螺小姐》                 | 2014年3月23日播出集數                   |
| 茶風林     | 磯野海平         | 《海螺小姐》                 | 2014年5月18日播出集數                   |
| 茶風林     | 町田老師         | 《根性青蛙》                 | 「Solmack」電視廣告                     |
| 茶風林     | 老千軍曹         | 《戰略大作戰》               | Movie Plus日語配音完整版追加錄音部分    |
| 堀秀行     | 棒球假面         | 《秘密戰隊五連者》           | 《假面騎士×超級戰隊 超級英雄大戰》      |
| 關智一     | 棒球假面         | 《秘密戰隊五連者》           | 《週日也有Ametalk！喜愛超級戰隊的藝人》 |
| 銀河萬丈   | 艾札克＝尼特羅   | 《HUNTER×HUNTER (2011年版)》 | 第122話                                 |
| 山寺宏一   | 貓田銀八         | 《第一神拳》                 | 《第一神拳 Rising》第21話               |
| 寶龜克壽   | 貓田銀八         | 《第一神拳》                 | 《第一神拳 FIGHTING SOULS》             |
| 松本大督   | 旁白             | 《惡夢小姐》                 | 宣傳特集                                |
| 富田耕生   | 鈴木次郎吉       | 《名偵探柯南》               | 第746話                                 |
| 緒方賢一   | 爺爺             | 《熱情傳奇》                 | 《熱情傳奇 ～導師的黎明～》             |
| 多田野曜平 | 尤達             | 「星際大戰系列」             | 《星際大戰：反抗軍起義》                |
| 浦山迅     | 葛斯             | 《博物館驚魂夜》             | 《博物館驚魂夜3》                       |
| 清川元夢   | 朱利斯·李文森    | 《ID4星際終結者》影碟版      | 《ID4星際重生》                         |
| 魚建       | 凱里             | 《七龍珠》                   | 《七龍珠超》                            |
| 西村知道   | 凱里             | 《七龍珠》                   | 《七龍珠 融合》                         |
| 岩崎博     | 鶴仙人           | 《七龍珠》                   | 《七龍珠Z 卡卡洛特》                    |
| 麥人       | 旁白             | 《鬼武者》                   | 《鬼武者 高清重製版》                   |
| 親八       | 彈簧狗           | 「玩具總動員系列」           | 《玩具總動員4》                         |
| 梅津秀行   | 八寶齋           | 《亂馬½》                    | 柏青哥版                                |
| 梅津秀行   | 錯亂僧           | 《福星小子》                 | 《P福星小子 ～拉姆的情歌～》            |
| 紺野相龍   | 阿不思·鄧不利多  | 「哈利·波特系列」            | 《哈利·波特：魔法覺醒》                 |
| 井上和彦   | 八宝斋           | 《亂馬½》                    | 2024动画版                              |

## 腳註

## 外部連結
- 永井一郎｜青二Production （日語）

1. ↑  在電通上班當初只是打工（作為送信員）。永井擔憂自己京都大學畢業的事被上司知道的話可能成為正式員工，就騙說自己是高中畢業的。但是京大畢業的事還是被上司知道，就這樣成為正式員工了[23]。
2. ↑  TBS系列在同年2月2日14時30分—15時54分播出[28]。